# Manu Herrera
Manuel Herrera Yagüe (Madrid, 29 de septiembre de 1981), más conocido como Manu Herrera, es un futbolista español que juega en la posición de portero en el C. F. Intercity de la Primera Federación de España.

## Trayectoria
Se formó en la cantera del Real Madrid C. F. hasta que abandonó el Real Madrid "B" en 2002 para pasar por el U. D. Casetas zaragozano, Palamós C. F., Levante U. D. "B" y S. D. Eibar. Luego debutó con el Levante U. D. en 2008 en Segunda, logrando el ascenso a la Primera División de España. En verano de 2010 fichó por la A. D. Alcorcón, donde jugó un par de temporadas antes de recalar en el Elche C. F., donde consiguió un nuevo ascenso a Primera. En julio de 2015 el meta madrileño fichó por el Real Zaragoza para aportar su experiencia al equipo en busca de la vuelta a la élite del club maño. En agosto de 2016 firmó un contrato por una temporada con el Real Betis Balompié. El 3 de agosto de 2017 se hizo oficial su fichaje por una temporada por el C. A. Osasuna. Tras unos meses sin equipo desde que abandonara el conjunto navarro, en enero de 2019 fichó por el C. D. Atlético Baleares, donde estuvo hasta julio de 2020. Un mes después fimró con el C. F. Intercity.

## Clubes
- * Actualizado el 24 de septiembre de 2021.

| Club                    | País   | Año       | Partidos | Goles |
| ----------------------- | ------ | --------- | -------- | ----- |
| Real Madrid C. F. "C"   | España | 2000-2001 | -        | -     |
| Real Madrid C. F. "B"   | España | 2001-2002 | -        | -     |
| U. D. Casetas           | España | 2002-2003 | -        | -     |
| Palamós C. F.           | España | 2003-2004 | 31       | -52   |
| Levante U. D. "B"       | España | 2004-2008 | 59       | -37   |
| S. D. Eibar (cedido)    | España | 2007-2008 | 4        | -6    |
| Levante U. D.           | España | 2008-2010 | 24       | -26   |
| A. D. Alcorcón          | España | 2010-2012 | 76       | -84   |
| Elche C. F.             | España | 2012-2015 | 76       | -76   |
| Real Zaragoza           | España | 2015-2016 | 23       | -27   |
| Real Betis Balompié     | España | 2016-2017 | 0        | 0     |
| C. A. Osasuna           | España | 2017-2018 | 4        | -5    |
| C. D. Atlético Baleares | España | 2019-2020 | 20       | -14   |
| C. F. Intercity         | España | 2020-     | 3        | -4    |

## Palmarés

### Títulos nacionales
| Título                     | Club            | País   | Año  |
| -------------------------- | --------------- | ------ | ---- |
| Segunda División de España | Elche C. F.     | España | 2013 |
| Segunda División RFEF      | C. F. Intercity | España | 2022 |